# Cá cờ xanh
Makaira (tiếng Latinh lai Hy Lạp: μαχαίρα, "thanh kiếm") là một chi cá marlin trong họ Istiophoridae. Chi này bao gồm cá marlin xanh Đại Tây Dương và cá marlin xanh Ấn Độ Dương - Thái Bình Dương. Trước đây, cá marlin đen cũng được xếp vào chi này, nhưng ngày nay nó được xếp vào chi riêng là Istiompax.

## Các loài
- Makaira nigricans Lacepède, 1802
- Makaira mazara (Jordan & Snyder, 1901)

Mặc dù chúng thường được liệt kê là các loài riêng biệt, nghiên cứu gần đây chỉ ra rằng Makira nigricans Makira mazara có thể là quần thể cận khu vực phân bố của cùng một loài.
Các loài hóa thạch sau đây cũng được biết đến:
- † Makaira adensa Gracia et al, 2024 - Miocen muộn ở Ý
- † Makaira belgica (Lériche, 1926) - giữa Miocene của Bỉ, cuối Miocene của Ý
- † Makaira colonense Gracia et al, 2022 - Miocen muộn ở Panama
- † Makaira cyclovata Gracia et al, 2024 - cuối kỷ Miocene của Ý
- † Makaira fierstini Gracia et al, 2022 - Miocen muộn ở Panama
- † Makaira panamense Fierstine, 1978 - cuối Miocene của Panama
- † Makaira purdyi Fierstine, 1999 - Pliocene của Bắc Carolina, Hoa Kỳ
- † Makaira teretirostris (Rütimeyer, 1857) - đầu Pliocene của Pháp

Các phân tích phát sinh loài đã phục hồi các loài Makaira hóa thạch này khi chúng cùng nhau tạo thành một nhánh có nguồn gốc xa xưa hơn so với các loài đang tồn tại, mặc dù tất cả chúng đều đã tuyệt chủng.